# Stadtpfarrkirche Friedberg

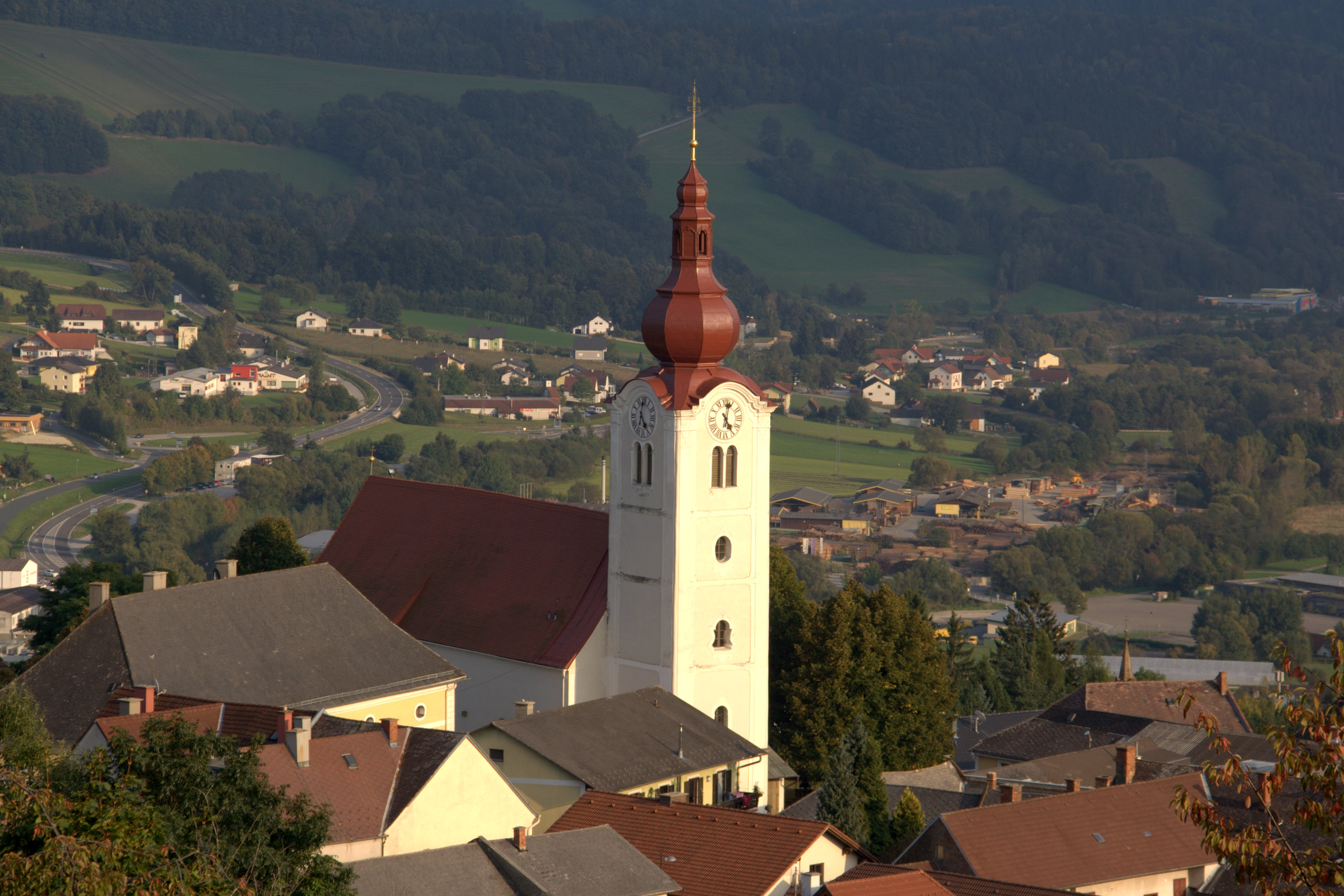
Katholische Stadtpfarrkirche hl. Jakobus der Ältere in Friedberg

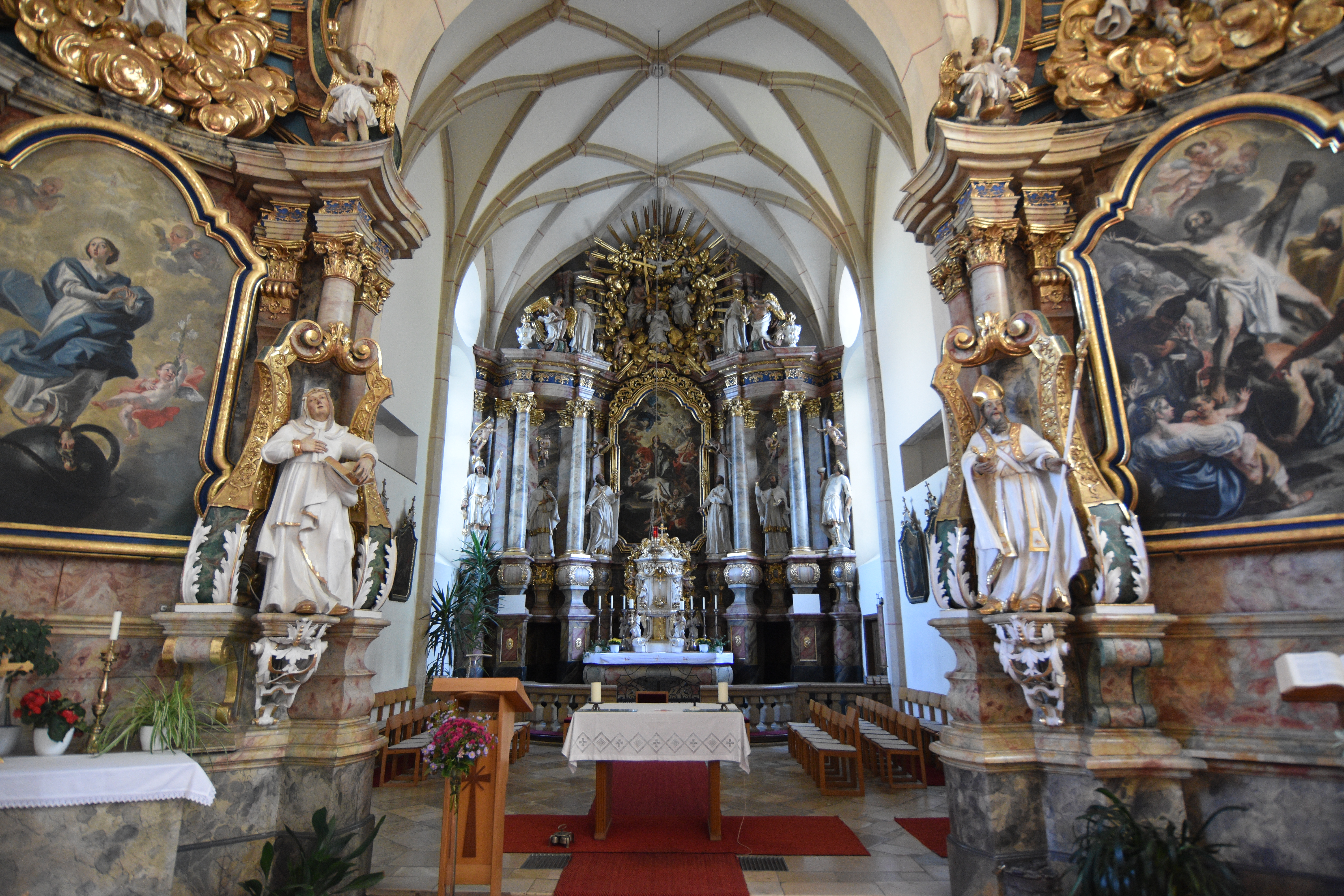
Im Langhaus zum Chor

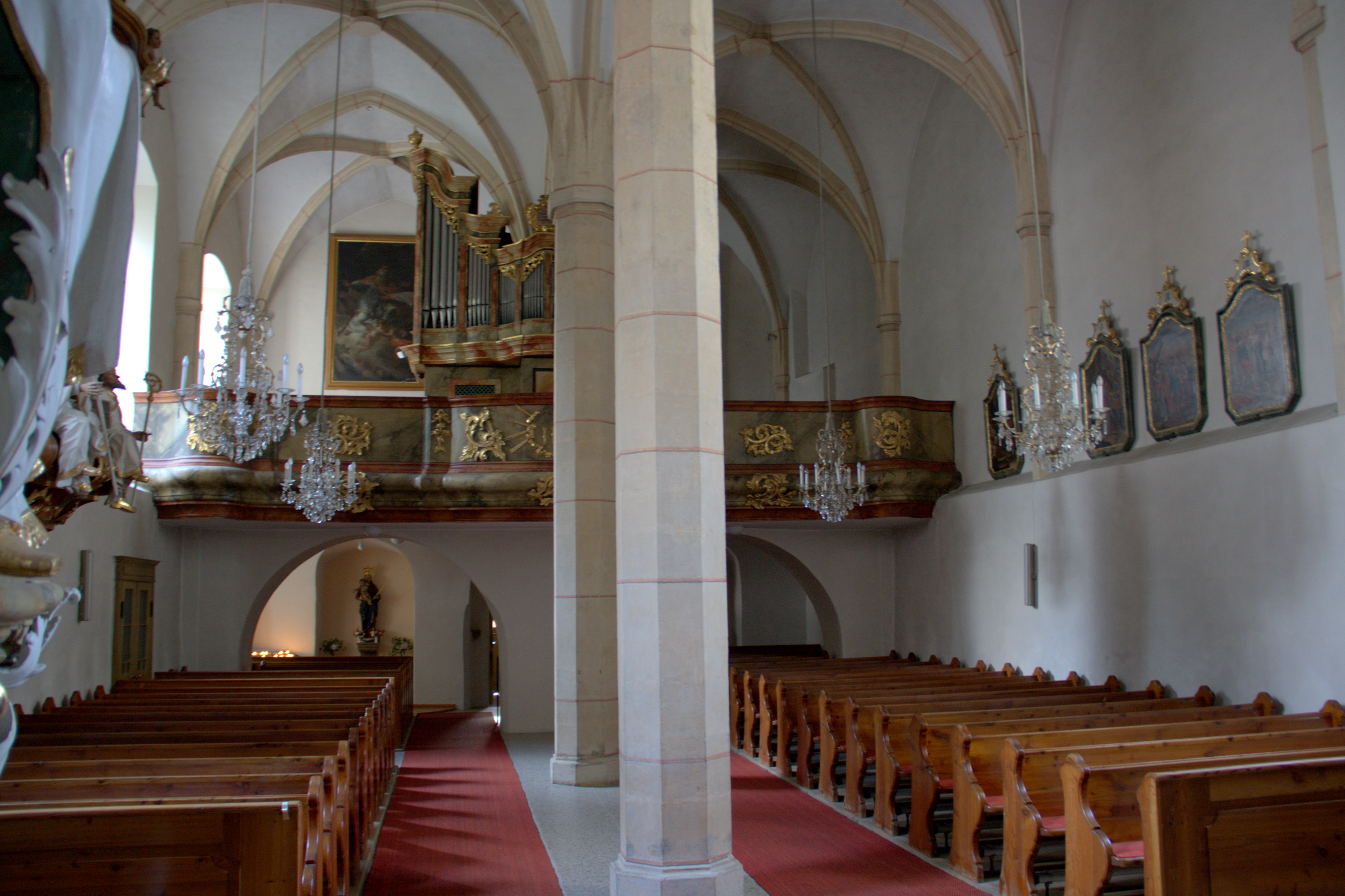
Im Langhaus zur Orgelempore

Die Stadtpfarrkirche Friedberg steht mittig im Kirchenplatz in der Stadtgemeinde Friedberg im Bezirk Hartberg-Fürstenfeld in der Steiermark. Die dem heiligen Jakobus der Ältere geweihte Pfarrkirche – dem Stift Vorau inkorporiert – gehört zum Dekanat Vorau der Diözese Graz-Seckau. Die Kirche und Teile der Stadt- und Friedhofsmauer stehen unter Denkmalschutz (Listeneintrag).

## Geschichte
Im Zuge einer Stadtvermessung (2018) wurde festgestellt, dass der Westportalpunkt des romanischen Gründungsbaus auf dem Achsenkreuz der Absteckung der Stadtbefestigung steht. Die Ostung des Langhauses erfolgte am 26. März 1193 (Karfreitag), die Ostung des Chores am 28. März 1193 (Ostersonntag), der Achsknick ist mit freiem Auge mit gelerntem Blick erkennbar. Durch die verknüpfte Stadt- und Kirchenplanung ist der Ostersonntag 1193 auch der heilige Tag der Stadt Friedberg. Die Gründung erfolgt durch Herzog Leopold V., der zur Finanzierung, wie bei Wiener Neustadt 1192, auf das Lösegeld für den englischen König Richard Löwenherz zurückgriff.
1443 wurde die Pfarre dem Stift Vorau inkorporiert. Bis 1863 befand sich der Friedhof rund um die Kirche, in diesem Jahr wurde etwas südlich der Kirche ein neuer Friedhof eröffnet. 1968 wurde die Pfarre Pinggau begründet und damit ein Teil aus dem Pfarrgebiet Friedberg ausgegliedert.
Der heutige spätgotische Kirchenbau mit hochstrebendem Innenraum entstand in der ersten Hälfte des 15. Jahrhunderts. Nach einem Brand 1682 wurde die Kirche vor allem außen barockisiert, dabei wurden seitlich des Chores ein Kapellen- und Oratoriumsanbau und die Musikempore ergänzt. 1966 wurde die Kirche innen und 1972 außen restauriert.

## Architektur
Der Chor zeigt außen flache Strebepfeiler. Vor der Westfront steht der quadratische Turm mit einem gegliederten Zwiebelhelm mit der Jahresangabe 1690, das durch den Turm nun innen liegende Westportal ist ein spätgotisches Schulterbogenportal.
Das zweischiffige vierjochige Langhaushalle hat ein Kreuzrippengewölbe auf drei Achteckpfeilern und gekappten polygonalen Wanddiensten. Der eingezogene Chor mit drei schmalen Jochen und einem Fünfachtelschluss hat ein Netzrippengewölbe. Der spätgotische Sakristeianbau steht im Süden des Chores.
Außen beinhaltet die Kirche zwei Römerstein aus dem 2. Jahrhundert nach Christus, einer davon mit der Darstellung einer Jagdszene. Ein Grabstein nennt 1691.

## Ausstattung
Die Einrichtung zeigt sich in vorzüglichem Spätbarock. Der Hochaltar in der Nachfolge des Matthias Steinl ausgeführt von Wolfgang Pinter zeigt das Hochaltarbild Apotheose Jakobus der Ältere mit der Nennung Carolus Unterhueber fecit 1733. Zwei Heiligenbilder auf der Empore entstanden um 1700.
Die Orgel nennt 1820 und beinhaltet ein Werk aus 1966.